# Antolín Alcaraz
Antolín Alcaraz Viveros (* 30. Juli 1982 in San Roque González de Santa Cruz, Paraguay) ist ein paraguayischer ehemaliger Fußballspieler.

## Verein
2000 schloss sich Alcaraz dem im paraguayischen Departement Ñemby beheimateten unterklassigen Verein Club Teniente Fariña an, wechselte aber bereits im Jahr darauf zum argentinischen Spitzenverein Racing Club Avellaneda. Im Jahre 2002 wurde er in die italienische Serie A zum AC Florenz verliehen, kam jedoch auch hier zu keinem Einsatz. Avellaneda ging kurz nach seiner Rückkehr in den Konkurs und musste mit dem Spielbetrieb von Neuem in der vierten Liga beginnen.
Nach einem erfolglosen Probetraining bei US Palermo endete er bereits zur Rückrunde der Saison 2002/03 beim portugiesischen Erstligisten SC Beira-Mar, wo er sich alsbald in der Stammformation etablierte und später auch zum Spielführer avancierte. 2005 stieg er mit dem Verein ab, es gelang jedoch der umgehende Wiederaufstieg, dem 2007 der sofortige Wiederabstieg nachfolgte. Danach wechselte Alcaraz weiter zum belgischen Erstligisten FC Brügge.
Auch bei Brügge etablierte er sich bald als Stammspieler und wurde mit dem Verein zweimal Dritter und einmal Zweiter in der belgischen Meisterschaft. Zur Saison 2010/11 wechselte er in die erste englische Liga zu Wigan Athletic. Nach dem Sieg im FA Cup wechselte er im Sommer 2013 weiter zum FC Everton. Von hier wechselte er nach nur 14 absolvierten Ligapartien im Sommer 2015 ablösefrei zur UD Las Palmas mit Spielbetrieb in der spanischen Primera División, wo er sich ebenfalls nicht durchsetzen konnte, er zwar in den ersten sechs Ligaspielen als Stammkraft in der Innenverteidigung agierte, sich daraufhin jedoch eine Oberschenkelverletzung zuzog und in weiterer Folge, bis auf eine Partie, als er einsatzlos auf der Ersatzbank saß, und einem Pokalkurzeinsatz, nicht mehr dem Profikader zur Verfügung stand. Daraufhin trat er Mitte Februar 2016 einen Wechsel zurück in seine Heimat an, wo er beim Club Libertad in der Hauptstadt Asunción unterschrieb. Hier gewann er 2016 und 2017 die nationale Meisterschaft.
2019 schloss er sich dann dem Lokalrivalen Club Olimpia an und sicherte sich dort erneut auf Anhieb den Titel, dem 2020 und 2022 zwei weitere folgten. 2023 beschloss er dort seine Laufbahn.

## Nationalmannschaft
Im November 2008 gab er sein Debüt in der Fußballnationalmannschaft von Paraguay. Bei der Weltmeisterschaft 2010 in Südafrika gehörte er zum Stammpersonal Paraguays. Beim 1:1-Remis im Auftaktspiel gegen den Titelverteidiger Italien erzielte er in seinem siebten Länderspiel per Kopf sein erstes Tor für sein Heimatland. Bis 2012 wurde er in 23 Länderspielen eingesetzt und erzielte dabei zwei Treffer.

## Erfolge
- Englischer Pokalsieger: 2013
- Paraguayischer Meister: 2016, 2017, 2019, 2020

## Privat
Antolín Alcaraz ist seit 2007 mit der Argentinierin Evangelina verheiratet, die ihm noch im selben Jahr einen Sohn gebar.